# Тер-Осипян, Нина Мамиконовна
Нина Мамиконовна Тер-Осипя́н (5 [18] апреля 1909, Баку, — 24 июля 2002, Москва) — советская и российская актриса театра и кино. Народная артистка РСФСР (1972).

## Биография
Нина Тер-Осипян родилась 5 (18) апреля 1909 года в Баку. С 1918 года семья Тер-Осипян жила в Саратове.
В десятилетнем возрасте Нина переехала с родителями в Москву. Училась в «Школе юниоров» — детской студии при Театре Революции и с первых же лет начала выходить на сцену этого театра. Сыграла Кукушкину в «Доходном месте» А. Островского в постановке Всеволода Мейерхольда. В дальнейшем с блеском исполняла небольшие роли в знаменитых спектаклях Театра Революции «Ромео и Джульетта» и «Таня».
Вскоре после начала Великой Отечественной войны театр был эвакуирован в Ташкент, Тер-Осипян по болезни была отправлена в Москву и выступала на сцене единственного театра, работавшего в полупустой столице, — Театра драмы, который в дальнейшем, после того как с ним по окончании войны был слит Театр Революции, стал называться Московским театром имени Маяковского. В нём Нина Тер-Осипян служила до конца жизни.
Одна из ведущих актрис театра, она создала яркие запоминающиеся образы в спектаклях по пьесам «Фронт», «Обыкновенный человек», «Гроза», «Легенда о любви», «Дядюшкин сон». С новой силой талант Тер-Осипян проявился в последние годы, особенно в спектаклях «Дети Ванюшина», «Закат», «Забавы Дон-Жуана».
В кино Тер-Осипян снималась совсем немного: сыграла роль Ашуры в фильме «Горянка», тётю Пашу в «Женщине издалека», тётю Ашхен во «Взрослом сыне», бабушку Марго в ленте «Бабушкин внук», соседку в «Пяти вечерах». Были эпизоды в картинах «Синегория», «Сицилианская защита», «Ищите женщину», «Кувырок через голову», «Не сошлись характерами».
Она снималась в трёх фильмах Георгия Данелии: «Кин-дза-дза!» (1986), «Паспорт» (1990) и в трагикомедии «Настя» (1993), в которой сыграла колоритную пожилую волшебницу, колесящую на велосипеде по вечернему городу.
Последней работой актрисы в кинематографе стала роль мамы Йоси в фильме Эльдара Рязанова «Старые клячи» (2000).
Нина Мамиконовна Тер-Осипян скончалась 24 июля 2002 года в Москве на 94-м году жизни. Похоронена на Армянском кладбище в Москве.

## Творчество

### Театральные работы

#### Театр Революции (Московский драматический театр им. Вл. Маяковского) (1925 — 2002)
- 1925 — «Доходное место» А. Н. Островского, режиссёр: В. Э. Мейерхольд — Стеша, позже Кукушкина
- 1928 — «Человек с портфелем» А. М. Файко, режиссёр: А. Д. Дикий — Софья Валентиновна
- 1928 — «Когда поют петухи» Ю. Н. Юрьева, режиссёры: М. А. Терешкович и К. А. Зубов — Мицци
- 19 — «Голгофа» — Баба
- 19 — «Наследники Рабурдена» Э. Золя — Мадам Фикэ
- 19 — «12-й С-261» — Пионер
- 19 — «Рост» — Тигранян
- 19 — «Инга» — Работница
- 19 — «Гора» — Настя
- 19 — «Стройфронт» — Беспризорник
- 1931 — «Поэма о топоре» Н. Ф. Погодина, режиссёр А. Д. Попов — Лиза
- 1932 — «Улица радости» Н. А. Зархи. Постановка И. Шлепянова — Фанни
- 1932 — «Мой друг» Н. Ф. Погодина, режиссёр А. Д. Попов — Рыжая
- 1933 — «На Западе бой» В. В. Вишневского. Постановка И. Шлепянова — Вилли
- 19 — «Недоросль» Д. И. Фонвизина — госпожа Простакова
- 19 — «Личная жизнь» — Марфа
- 19 — «Отважный трус» — Нахаенко
- 19 — «Клевета, или Безумные дни Антона Ивановича» — Мария Петровна
- 19 — «Два веронца» У. Шекспира — Понтино
- 1937 — «Собака на сене» Л. де Вега, режиссёр: Н. В. Петров — Анарда
- 1939 — «Таня» А. Н. Арбузова, режиссёр: А. М. Лобанов — Дуся
- 1940 — «Бесприданница» А. Н. Островского, режиссёр: Ю. А. Завадский — Ефросинья Потаповна
- 1941 — «Весна в Москве» В. М. Гусева — Тетя Маша
- 1942 — «Фронт» А. Е. Корнейчука — Санитарка
- 19 — «Москвичка» — Клавдия
- 1945 — «Круг» С. Моэма, режиссёр: Ф. Н. Каверин (премьера — 03.04.1945) — Эдди
- 1945 — «Лодочница» Н. Ф. Погодина (премьера — 31.08.1943) — Кащеиха
- 1945 — «Не было ни гроша, да вдруг алтын» А. Н. Островского (премьера — 09.07.1945) — Домна Евстигнеевна
- 1945 — «Обыкновенный человек» Л. М. Леонова. Постановка Ф. Каверина — Констанция Львовна
- 1946 — «Капитан Костров» А. М. Файко (премьера — 08.05.1946) — Василиса Федотовна
- 1947 — «Судьба Реджинальда Дэвиса» В. М. Кожевикова и И. Л. Прута (премьера — 07.07.1947) — Торговка улитками
- 1948 — «Мать» по М. Горькому (премьера — 15.11.1948) — Марья Корсунова
- 1948 — «Ромео и Джульетта» У. Шекспира, режиссёр А. Д. Попов (премьера — 11.06.1948) — Кормилица
- 1950 — «Три опровержения» В.А.Дыхоовичного и М.Р.Слободского (премьера — 07.01.1950) — Миссис Андерсон
- 1951 — «Дорога свободы» Г.Фасту — Милдред Эндрюс
- 1953 — «Гроза» А. Н. Островского. Постановка Н. Охлопкова — Феклуша
- 1953 — «Легенда о любви» Н. Хикмета (премьера — 06.09.1953) — Кормилица
- 1956 — «Клоп» В. В. Маяковского (премьера — 15.03.1956) — Розалия Павловна
- 195? — «За час до рассвета» А. А. Галича и др. — Девушка-шофер
- 1958 — «Кресло № 16» Д. Б. Угрюмова, режиссёр: В. Ф. Дудин — Инга Христофоровна
- 1959 — «Без обратного адреса» А. В. Софронова (премьера — 02.12.1959) — Степанида
- 1959 — «Украденная жизнь» К. Моримото, режиссёр И. Окадо(премьера — 17.06.1959) — Цуцуми Сидзу
- 1960 — «Время любить» Б. С. Ласкина (премьера — 14.05.1960) — Клавдия Герасимовна
- 1962 — «Голубая рапсодия» Н. Ф. Погодина (премьера — 28.09.1962) — Цыганка
- 1962 — «Как поживаешь, парень?» В. Ф. Пановой (премьера — 04.11.1962) — Полина
- 1963 — «Нас где-то ждут» А. Н. Арбузова, режиссёр: В. Ф. Дудин (премьера — 22.05.1963) — Тетя Паша
- 1964 — «Кавказский меловой круг» Б. Брехта (премьера — 19.03.1964) — Свекровь, Повариха
- 1966 — «Гроза» А. Н. Островского (премьера — 11.01.1966) — Кабаниха
- 1968 — «Волшебный пароль» Д. К. Орлова и Л. С. Новикова (премьера — 06.01.1968) — Старуха-разруха
- 1968 — «Звонок в пустую квартиру» Д. Б. Угрюмова (премьера — 23.02.1968) — Серафима
- 1969 — «Дети Ванюшина» С. А. Найдёнова. Постановка А. А. Гончарова (премьера — 10.06.1969) — Арина Ивановна
- 1969 — «Таланты и поклонники» А. Н. Островского, режиссёр: М. О. Кнебель (премьера — 20.04.1969) — Матрена
- 1971 — «Дядюшкин сон» Ф. М. Достоевского, режиссёр: М. О. Кнебель (премьера 28.12.1971) — Паскудина
- 1977 — «Нас водила молодость» В. Н. Комратова по роману В. Кина «По ту сторону» (премьера — 19.11.1977) — Огневая
- 1982 — «Молва» А. Д. Салынского (премьера — 06.11.1982) — Настя
- 198? — «Уроки музыки» Л. С. Петрушевской — Бабка Николая
- 198? — «Трудные солдаты» — Петряева
- 198? — «Комедия о принце Датском» — Билетерша, Соседка
- 1985 — «Плоды просвещения» Л. Н. Толстого. Постановка П. Н. Фоменко  — кухарка Лукерья
- 1988 — «Закат» И. Э. Бабеля. Постановка А. А. Гончарова — Нехама
- 199? — «Сюжет Питера Брейгеля» — Пожилая
- 199? — «Забавы дон Жуана» — Донья Лусия, Повариха, Старая актриса

## Фильмография
- 1946 — Синегория — учительница
- 1974 — Совесть — Фатима
- 1975 — Горянка — Ашура
- 1978 — Женщина издалека — тётя Паша с Кавказа
- 1978 — Пять вечеров — Нина Мамиконовна, соседка Тамары (персонаж получил имя актрисы)
- 1979 — Бабушкин внук — Марго, бабушка Давида
- 1979 — Взрослый сын — хозяйка дома в Крыму
- 1979 — Жил-был настройщик — бабушка Ники
- 1980 — Каникулы Кроша — Елена Сергеевна
- 1980 — Сицилианская защита — Виолетта Сергеевна
- 1981 — Куда исчез Фоменко? — баба Лина
- 1981 — Молодость. Выпуск 5 — бабушка-соседка
- 1981 — Ночь на четвёртом круге — Виолетта Сергеевна, вахтёр
- 1981 — Люди на болоте («Полесская хроника») — Голда
- 1982 — Ищите женщину — мадам Ташар
- 1982 — Падение Кондора — хозяйка ресторана
- 1982 — Покровские ворота — эпизод (нет в титрах)
- 1984 — Выигрыш одинокого коммерсанта — матрона
- 1985 — Джура-охотник из Мин-Архара — Курляуш
- 1985 — Сеанс гипнотизёра (фильм-спектакль) — Ольга Филатовна
- 1986 — Кин-дза-дза! — мама Пэжэ
- 1986 — Ягуар — тётя Тересы, портниха
- 1987 — Джура — охотник из Мин-Архара
- 1987 — Кувырок через голову — хозяйка кокер-спаниеля
- 1988 — История одной бильярдной команды — донья Сарита
- 1989 — Дежа вю — бабушка-армянка (нет в титрах)
- 1989 — Не сошлись характерами — судья
- 1990 — Испанская актриса для русского министра — соседка
- 1990 — Паспорт — мать дяди Изи
- 1991 — Блуждающие звёзды — бабка Лейбла
- 1991 — Террористка — старуха
- 1993 — Настя — добрая волшебница
- 2000 — Старые клячи — мама Йоси

## Озвучивание мультфильмов
- 1957 — В одной столовой…

## Награды и звания
- Орден Почёта (3 февраля 1998 года) — за большие заслуги в развитии театрального искусства[4].
- Орден «Знак Почёта».
- Народная артистка РСФСР (20 апреля 1972 года) — за заслуги в области советского театрального искусства[5].
- Заслуженная артистка РСФСР (29 января 1954 года).